# Pozzilli
Pozzilli – miejscowość i gmina we Włoszech, w regionie Molise, w prowincji Isernia.
Według danych na rok 2004 gminę zamieszkiwało 2199 osób, 66,6 os./km².